# Camblanes-et-Meynac
Camblanes-et-Meynac é uma comuna francesa na região administrativa da Nova Aquitânia, no departamento da Gironda. Estende-se por uma área de 8,66 km². Em 2010 a comuna tinha 3 057 habitantes (densidade: 353 hab./km²).